# میچل دونالد
میچل دونالد (هلندی: Mitchell Donald؛ زادهٔ ۱۰ دسامبر ۱۹۸۸) ورزشکار فوتبال اهل هلند است.

## باشگاهی
از باشگاه‌هایی که در آن بازی کرده‌است می‌توان به باشگاه فوتبال آژاکس آمستردام، باشگاه فوتبال رودا جی‌سی کرکراد، باشگاه فوتبال ویلم دوم، باشگاه فوتبال ستاره سرخ بلگراد، و باشگاه فوتبال ستاره سرخ بلگراد، اشاره کرد.
وی همچنین در تیم ملی فوتبال Netherlands U21 بازی کرده‌است.